# 1283 Komsomolia
1283 Komsomolia eller 1925 SC är en asteroid i huvudbältet, som upptäcktes 25 september 1925 av den ryske astronomen Vladimir A. Albitskij vid Simeiz-observatoriet på Krim. Den har fått sitt namn efter Komsomol, ungdomsförbund för Sovjetunionens kommunistiska partiet.
Asteroiden har en diameter på ungefär 29 kilometer.